# Xanthomendoza concinna
Xanthomendoza concinna är en lavart som först beskrevs av J. W. Thomson & T. H. Nash, och fick sitt nu gällande namn av Søchting, Kärnefelt & S. Y. Kondr. Xanthomendoza concinna ingår i släktet Xanthomendoza och familjen Teloschistaceae.   Inga underarter finns listade i Catalogue of Life.